# Cnaphalocrocis
Cnaphalocrocis é um gênero de mariposa pertencente à família Crambidae.